# Пінчук Олена Леонідівна
Оле́на Леоні́дівна Кучма, у шлюбах Франчук (до середини 2010) та Пінчу́к — українська підприємиця та меценатка. Голова «Фонду Олени Пінчук», голова наглядової ради групи StarLightMedia. Донька Леоніда Кучми та дружина олігарха Віктора Пінчука.

## Життєпис
Народилася 3 грудня 1970 року в Дніпропетровську. Батько — Леонід Данилович Кучма, другий Президент України, засновник фонду «Україна». Мати — Людмила Миколаївна Кучма (Талалаєва), почесна президентка Національного фонду соціального захисту матері і дитини «Україна — дітям».
Закінчила економічний факультет Дніпровського університету.
У 1995—1996 роках працювала в економічному департаменті «Приватбанку». У 1997—2007 роках — заступниця директора з маркетингу компанії мобільного зв'язку «Київстар».
Від першого шлюбу з Ігорем Франчуком (до 1997) має сина Романа. З 2002 року у шлюбі з олігархом Віктором Пінчуком. У них є дочки Катерина (2003) та Вероніка (2011).

## Фонд Олени Пінчук
У 2003 році Олена Пінчук заснувала Фонд «АНТИСНІД» — благодійну організацію по боротьбі з епідемією ВІЛ/СНІДу, яка працювала за рахунок приватних пожертвувань. У 2017 році фонд розширив напрямки роботи та змінив назву на «Фонд Олени Пінчук». Він започаткував проєкти для допомоги військовим, освітні лекції та тренінги, менторські проєкти для посилення ролі жінок у суспільстві.
В вересні 2014 року Віктор і Олена Пінчуки оголосили про запуск проєкту підготовки і оснащення військових медиків та волонтерів, які відправлялися в зону АТО для ротації в складі діючих бойових частин. У рамках проєкту Медсанбат проводилася підготовка військових медиків за системою НАТО і оснащення лікарів, які працюють на передовій або відправляться в зону АТО в складі діючих бойових частин.
Впродовж 2017—2018 Фонд Олени Пінчук здійснив закупівлю АРВ препарату останнього покоління для 1 300 пацієнтів Києва та Київської області.
З 2017 року Олена Пінчук активно підтримує проєкт жіночого менторства. Проєкт «Я зможу!» спрямований на посилення ролі жінок у суспільстві спільно з фундацією Кока-Кола. До проєкту доєдналися успішні та відомі жінки України.
2019 року разом з «фондом Віктора Пінчука» та громадською організацією «Побратими» відкрили у Києві простір «Veteran Hub». Це платформа для співпраці громадських організацій, які працюють у сфері ветеранських справ задля централізованого надання послуг ветеранам, працівникам сектору безпеки, їхнім рідним та близьким, а також підтримки процесу їхньої інтеграції в цивільне життя.
Також з 2019 року у Києві відкрився освітній центр для молоді Dialog Hub, де проводяться лекції на тему сексуальної освіти та культури, здоров'я та профілактики ВІЛ/СНІДу.
Фонд широко відомий своїми інформаційними кампаніями у ЗМІ та залученням до них українських та світових зірок та політиків, таких як:
- «18 вересня 2006 року в Нью-Йорку було підписано Угоду про співпрацю між Президентом Клінтоном, Оленою Пінчук та Віктором Пінчуком. Завдяки підписаній Угоді Україна дістане доступ до найбільш ефективних методів боротьби з епідемією і останніх напрацювань в сфері профілактики та лікування при ВІЛ/СНІДі, лікування та підтримку ВІЛ-позитивних і хворих на СНІД українців[4]». 2010 року 42-й президент США Білл Клінтон відвідав Україну і виступив на Михайлівській площі під час акції «Битва за майбутнє» з промовою, присвяченій боротьбі зі СНІДом. За його участі Фонд Олени Пінчук провів найбільший благодійний аукціон, на якому було зібрано рекордні 3 млн доларів на боротьбу з ВІЛ/СНІД в Україні.[5]
- з 2007 року Фонд Олени Пінчук почав співпрацю з СНІД-Фондом Елтона Джона.

### Співпраця зі СНІД-Фондом Елтона Джона
За роки спільної роботи в Україні були проведені благодійні заходи:
- «Діти плюс» — спільний проєкт Фонду Олени Пінчук та СНІД-Фонду Елтона Джона. Мета цього проєкту — поліпшити життя дітей, народжених ВІЛ-позитивними матерями, інтегрувати їх в соціальне середовище, змінити ставлення суспільства до таких дітей, допомогти їм перейти з дитячих будинків до прийомних сімей, до нових батьків і опікунів.[7]
- У співпраці фонди створили проєкт допомоги безпритульним дівчатам і молодим жінкам, вразливим до інфікування ВІЛ/СНІДУ, «Соціальна квартира». «У Києві почала працювати перша соціальна квартира — центр для тимчасового перебування вагітних жінок та молодих мам з дітьми раннього віку. Тут будуть жити і проходити реабілітацію дівчата і молоді жінки, які опинилися в складних життєвих обставинах і живуть на вулиці. Внаслідок цього вони піддаються ризику насильства і інфікування багатьма небезпечними захворюваннями — зокрема, туберкульозом і ВІЛ / СНІДом.»[8]
- 2018 року — День з Елтоном Джоном на Кураж Базарі. Метою благодійної акції «День з Елтоном Джоном» — стала профілактика і залучення українців до боротьби зі СНІДом в Україні.[джерело?]

Благодійні концерти Елтона Джона та гурту Queen:
- Благодійний концерт сера Елтона Джона на Майдані Незалежності в Києві 2007 року.
- 2008 року гурт «Queen + Пол Роджерс» дали благодійний концерт «Life must go on!» на Майдані Свободи у Харкові, присвячений боротьбі зі СНІДом, який відвідали понад 300 тисяч чоловік. Концерт «Life must go on!» став найбільшою подією, присвяченою боротьбі зі СНІДом в Україні, і однією з найбільш масштабних концертних подій в історії України[9]. Вже 25 травня 2009 року в Зеленогайському будинку дитини Фонд Олени Пінчук відкрив корпус для ВІЛ-позитивних дітей, який був відремонтований за рахунок коштів, зібраних на цьому концерті[10].
- 30 червня 2012 року відбувся благодійний концерт сера Елтона Джона і гурту Queen з Adam Lambert на Майдані Незалежності у Києві. Концерт був присвячений боротьбі зі СНІДом, зібрав в офіційній фан-зоні ЄВРО-2012 понад 150 тисяч людей. За оцінками експертів всього на Хрещатик і на прилеглі вулиці прийшло більше 250 тисяч чоловік. За 5 годин прямої телевізійної трансляції в етері трьох національних телеканалів цей концерт дивилися понад 17 мільйонів українців.

## У медіа-бізнесі
У 2009 році очолила телегрупу StarLightMedia — найбільшу медіагрупа України, створену 11 листопада 2009 року, що включає 6 телеканалів: СТБ, ICTV, Новий канал, М1, М2, ОЦЕ. У 2015 році частка групи склала 27,33 % (дані піплометричної панелі Nielsen надані за аудиторією 14-49 років, міста 50тис+).

## Нагороди та визнання
- Багато років поспіль входить в топ-100 найвпливовіших жінок України за версією журналів Фокус та Новое Время[джерело?].
- На церемонії «An Enduring Vision» («Погляд у майбутнє», 2010) разом з чоловіком Віктором Пінчуком отримала нагороду СНІД-Фонду Елтона Джона за зусилля у боротьбі зі СНІДом[джерело?].
- 2010 - входила до складу комісії ООН, створеної для «профілактичної революції» — прориву в запобіганні нових випадків ВІЛ/СНІДу у світі[джерело?].
- 2010 року французька газета La Tribune включила Олену Пінчук в список «Жінки, які змінили світ»[джерело?].